# 西列鲁埃洛德圣马梅斯
西列鲁埃洛德圣马梅斯，是西班牙卡斯蒂利亚-莱昂塞戈维亚省的一个市镇。 总面积10平方公里，总人口47人（2001年），人口密度5人/平方公里。